# Ataenius seydeli
Ataenius seydeli är en skalbaggsart som beskrevs av S. Endrödi 1964. Ataenius seydeli ingår i släktet Ataenius och familjen Aphodiidae. Inga underarter finns listade.